# Emil Gotschlich
Emil Carl Anton Constantin Gotschlich (geboren 28. März 1870 in Beuthen O.S.; gestorben 19. Dezember 1949 in Heidelberg) war ein deutscher Arzt und Hygieniker.

## Biographie

### Leben
Emil Carl Anton Constantin Gotschlich wurde 1879 als Sohn des Gymnasialoberlehrers Emil Gotschlich und dessen Ehefrau Marie Luise Gotschlich im oberschlesischen Beuthen geboren. Emil Gotschlich jr. besuchte das humanistische Gymnasium in Neisse (dto. Oberschlesien). Er studierte Medizin an der Universität Breslau. 1894 wurde er in Breslau approbiert und mit einer Arbeit zu Fragen des Stoffumsatzes in der quergestreiften Muskulatur promoviert. Er arbeitete dann unter Carl Flügge am Hygiene-Institut der Universität Breslau.
Robert Koch schlug den noch jungen Emil Gotschlich bereits im Jahr 1896 als Direktor des Städtischen Gesundheitsamtes in Alexandria (Ägypten) vor. Hier wirkte Gotschlich bis zu seiner Ausweisung aus Ägypten zu Beginn des Ersten Weltkrieges. Während seiner Zeit in Alexandria war Gotschlich Vertreter Ägyptens beim Internationalen Gesundheits- und Quarantänerat. 1903 wurde ihm der preußische Titel „Professor“ verliehen. In Alexandria erschienen die ersten Handbuchbeiträge zur Morphologie und Biologie pathogener Mikroorganismen. Gotschlich forschte in Ägypten auch zur Entstehung der Pest. Er kam hier zu etwas anderen Ergebnissen hinsichtlich der Virulenz des Pesterregers als der japanische Bakteriologe Kitasato.
Nach seiner Rückkehr ins Deutsche Reich vertrat Gotschlich im ersten Halbjahr des Jahres 1915 den Direktor des Hygieneinstituts der Martin-Luther-Universität Halle, anschließend bekleidete er diese Position in Saarbrücken. Dort wurde er auch fachärztlicher Beirat beim dortigen Armeekorps. Zwischen 1. April 1917 und 31. März 1926 war Gotschlich ordentlicher Professor der Hygiene und Direktor des Hygienischen Instituts der Universität Gießen. Im April 1926 folgte er einem Ruf in gleicher Eigenschaft an die Universität Heidelberg. Am 22. November 1929 hielt Gotschlich die Rektoratsrede bei der Jahresfeier der Universität zum Thema „Hygiene, Zivilisation und Kultur“, in der er auf die Interdisziplinarität des von ihm vertretenen Faches „Hygiene“ verwies. Gotschlich beschäftigte sich in dieser Rektoratsrede auch mit dem Wohnungselend in Deutschland, dessen Darstellungen bei Heinrich Zille und Käthe Kollwitz Emil Gotschlich beeindruckt hatten. Auch dem bereits im Kaiserreich eingesetzt habenden Geburtenrückgang in Deutschland widmete Gotschlich einige Überlegungen.
Nach seiner Emeritierung im Jahr 1935 übernahm Gotschlich den Posten als Direktor des Zentral-Hygiene-Instituts der Universität Ankara. Er sanierte die Wasserversorgung in Ankara und publizierte in der „Türkischen Zeitschrift für Hygiene und experimentelle Biologie“. Im Jahr 1941 kehrte er nach Deutschland zurück und vertrat den Wissenschaftler Ernst Rodenwaldt am Heidelberger Hygiene Institut. Gotschlich erlag im Dezember 1949 einem Schlaganfall. Im Jahr 1950 übernahm Horst Habs, ein Schüler Gotschlichs, das Heidelberger Hygiene-Institut. Heinrich Kliewe (1892–1969) und Max Gundel (1901–1949) werden ebenfalls als Schüler Gotschlichs genannt.
Der US-amerikanische Arzt Emil C. Gotschlich (spezialisiert auf Bakteriologie und Immunologie) war einer der zahlreichen Enkel von Emil Gotschlich. Der Zoologe Hermann Peters war ein Neffe Emil Gotschlichs.

### Forschungsschwerpunkte
Emil Gotschlichs wissenschaftliche Tätigkeit umfasste vor allem die Epidemiologie und die praktische Hygiene. Er forschte auf dem Gebiet der Infektionskrankheiten wie Pest, Cholera, Fleckfieber und Maltafieber. Er beschäftigte sich mit den speziellen Herausforderungen des Tropenklimas. Ihm gelang der Nachweis, dass der Pesterreger Yersinia pestis nach Ausheilung der Krankheit im Sputum noch wochenlang virulent ist. Seine Forschungen gaben auch entscheidenden Aufschluss über die Rolle der Ratte bei der Verbreitung der Pest. Gotschlich forschte zur Prophylaxe der Infektionskrankheiten sowie zu bakteriologischen Fragen der Desinfektion. Nach der Auffassung Gotschlichs sollte die Hygiene als Wissenschaft von den Umgebungsfaktoren alle maßgeblichen zivilisatorischen und kulturellen Aspekte berücksichtigen.

### Ehrungen
Im Jahr 1926 wurde er zum ordentlichen Mitglied der Heidelberger Akademie der Wissenschaften und im Jahr 1928 zum Mitglied der Leopoldina gewählt. Im Jahr 1940 erhielt er die Goethe-Medaille für Kunst und Wissenschaft.

### Veröffentlichungen
- mit Walter Schürmann: Leitfaden der Mikroparasitologie und Serologie, mit besonderer Berücksichtigung der in den bakteriologischen Kursen gelehrten Untersuchungsmethoden, Springer Verlag, Berlin 1920
- Milch, Molkereiprodukte und Speisefette. In: Handbuch der hygienischen Untersuchungsmethoden 2, Fischer Verlag, Jena 1927, S. 522–659
- Hygiene, Zivilisation und Kultur. Rektoratsrede bei der Jahresfeier der Universität Heidelberg am 22. November 1929, Heidelberger Universitätsreden hrsg. von der Ruprecht-Karls-Universität Heidelberg, 8, Winter Universitätsverlag, Heidelberg 1929. Gotschlich: Hygiene, Zivilisation und Kultur.
- Hygiene in der modernen Türkei. In: Sitzungsberichte der Heidelberger Akademie der Wissenschaften, mat.-nat. Klasse, Bd. 1942, 1, Weiss, Heidelberg 1943, S. 3–16